# Acquaviva Collecroce
Acquaviva Collecroce (horvátul: Živavoda Kruč) község (comune) Olaszország Molise régiójában, Campobasso megyében.

## Fekvése
A megye északi részén fekszik. Határai: Castelmauro, Guardialfiera, Palata, San Felice del Molise és Tavenna.

## Története
Már a 13. században szláv település volt, ennek ellenére a napjainkban itt élő horvátok nem egyeneságú leszármazottjaik, hanem a 15-16. századi migrációs hullámok során itt megtelepedett menekülteké. Ezen migrációs hullámok oka az Oszmán Birodalom terjeszkedése volt a Balkán-félszigeten. A 19. században nyerte el önállóságát, amikor a Nápolyi Királyságban felszámolták a feudalizmust.

## Népessége
A népesség számának alakulása:

## Főbb látnivalói
- Santa Maria Ester-templom